# Tura al-Gharbiya
Tura al-Gharbiya, en arabe : سيريس, est un village du gouvernorat de Jénine en Palestine, dans le nord de la Cisjordanie. Il est situé à 14 kilomètres à l'ouest de Jénine. Selon le recensement du Bureau central palestinien des statistiques, la localité compte une population de 1 053 habitants en 2017.